# Абу Заян II
Абу Заян II (араб. أبو زيان الثاني; д/н — 1403) — 12-й султан Держави Заянідів в 1393—1399 роках. Повне ім'я Абу Заян Мухаммад ібн Абу Хамму Муса.

## Життєпис
Син султана Абу Хамму II. Замолоду виявив хист до поезій та різних наук. За панування батька обіймав посади намісника Орана, потім Медеа і Делліса. 1387 року після повалення батька виступив проти свого брата Абу Ташуфіна II. Згодом разом з братами Мухаммадом і Умаром підтримував батька проти останнього. По поверненню Абу Хамму II на трон призначається намісником Алжиру.
1389 року після поразки батька від Абу Ташуфіна спробував чинити спротив, але зазнав поразки й втік до Марокко. згодом отримав статус заручника при маринідському дворі. Але восени 1393 року отримав військо, з яким у грудні того ж року повалив брата Абу'л Хаджаджа I (1394 року того було схоплено й страчено).
Залишався вірним васалом Маринідів. Намагався відновити статус Тлемсену як наукового й літературного центру Магрибу.
1398 року вирішив надати допомогу Гранадському емірату, що боровся проти Кастилії й Арагону. тому флот заянідів сплюндрував арагонське місто Торребланку. У відповідь арагонський флот сплюндрував Делліс. 1399 року проти нього повстав брат Абу Мухаммад, який швидко привернув до себе військо. В результаті султан мусив тікати до східних племен. Втім ніде не зміг закріпитися. Боротьбу вів до самої смерті у 1403 році, коли був підступно вбитий шейхом Мухаммадом аль-Вазані.

## Творчість
Був знаним як поет. Відомий його вірш, присвячений єгипетському султанові Баркуку. Його було відправлено до нього разом з подарунками. Також збереглися вірші, що стосуються повсякдення, моралі правителя.
Відзначався як каліграф, переписавши золотими буквами на оленячому пергаменті Коран, «Сахіх аль-Бухарі», «Кітаб аш-Шифу» богослова Їяда. Застосовував марокканський почерк.